# Amber Asylum
Amber Asylum — музыкальный проект мультиинструменталистки и вокалистки Крис Форс из Сан-Франциско, США. В музыкальном плане стиль Amber Asylum часто характеризуют, как неоклассику, пост-рок, дарк-эмбиент, дрим-поп. Сама Форс охарактеризовала музыку Amber Asylum «камерный дум с готическими и романтическими обертонами с женским вокалом и классическими струнными», отметив при этом, что умение бросать вызов категоризации — определяющая характеристика проекта.
С момента образования в 1990-х годах, в Amber Asylum приняло участие множество музыкантов. Помимо самой Крис Форс, наибольший вклад в творчество проекта внесла виолончелистка Джеки Перес Грац, участвовавшая в написании, записи и продюсировании всех полноформатных альбомов Amber Asylum с 1998 года. Всего дискография Amber Asylum насчитывает 7 полноформатных альбомов.

## История
Крис Форс начала делать свои первые домашние записи на аудиокассетах в конце 1980-х. Её первая запись состояла из четырёх произведений и была выпущена под псевдонимом Frozen in Amber. Свои записи Форс распространяла среди знакомых и единомышленников по сцене обмена кассет. Первым полноценным альбомом, выпущенным под названием Amber Asylum, стала пластинка вышедшая в 1996 году, которую Форс озаглавила Frozen in Amber. Работа над альбомом велась шесть лет и, по заявлению самой Форс, Amber Asylum на тот момент ещё не была настоящей группой. Шесть из девяти композиций Форс целиком записала сама. Остальные три были камерными произведениями, записаны с пианистом Джоном Обероном и виолончелисткой Мартой Бёрнс, единственной постоянной участницей проекта, помимо самой Крис Форс. Бёрнс и Форс познакомились в конце 1980-х, когда первая играла в поп-гот группе Shiva Dancing. Группа вскоре прекратила своё существование и Бёрнс приняла приглашение Форс работать вместе. Большинство песен на альбоме были инструментальными и лишь одна была со словами.
Второй альбом Amber Asylum The Natural Philosophy of Love вышел в 1997 году. Эта запись отличалась от первой появлением звучания характерного для рок-музыки: более тяжёлой перкуссии и традиционной структуры песен. Вокал появился почти во всех композициях. Отношения между Форс и Бёрнс не всегда были простыми и не за долго до выхода альбома их творческое сотрудничество закончилось.
Весной 1997 года, вскоре после выхода второго альбома, к Amber Asylum присоединилась виолончелистка Джеки Перес Грац. Недавно закончившая академию художеств Грац искала для себя подходящий музыкальный проект и сама предложила Форс сотрудничество, узнав, что та ищет виолончелиста. Вдвоём они целиком написали вышедший в 1998 году третий альбом Amber Asylum, получивший название Songs Of Sex And Death. В том же году у Amber Asylum появились еще две постоянные участницы — басистка Эрика Штольц и перкуссионистка Венди Фарина. В таком составе они записали четвертый полноформатный альбом The Supernatural Parlour Collection, увидевший свет в 2000 году.
Следующий альбом Amber Asylum Still Point  вышел лишь спустя 7 лет, в 2007 году. Крис Форс записала для этого альбома альт и вокал, а вторая постоянная участница проекта Джеки Грац — виолончель и гитару. Помимо Форс и Грац, в записи альбома приняли участие Лоррейн Рат на басу и флейте и Сара Шеффер на клавишных и перкуссии. В 2009 году, опять в виде квартета, Amber Asylum выпустили альбом Bitter River.
В 2015 году одновременно вышел новый альбом Amber Asylum Sin Eater и антология, приуроченная к двадцатилетию проекта. По заявлению самой Крис Форс, нового альбома пришлось ждать так долго, потому что ей пришлось пережить серьёзную личную потерю примерно во время выпуска предыдущего альбома. Для записи Sin Eater к Форс присоединилась Джеки Перес Грац на виолончели, альтистка Сара Брейди, перкуссионистка Бекки Хоук и басистка Ферн Ли Альбертс. Запись альбома заняла полтора года, а сведение и мастеринг 93 композиций для антологии ещё год.

## Дискография
- Frozen in Amber (1996, Elfenblut/Misanthropy) (reissued 2003, Neurot Recordings)[8]
- The Natural Philosophy of Love (1997, Release Entertainment)
- Songs of Sex and Death (1998, Release Entertainment)
- The Supernatural Parlour Collection (2000, Release Entertainment)
- GardenOfLoveAutonomySuiteStillPoint 10" vinyl EP, (2005, Self Released)
- Garden of Love EP, (2006, Paradigms Recordings)
- Still Point (2007, Profound Lore Records)
- Bitter River (2009, Profound Lore Records)